# Семёново (Шуйский район)
Семёново — деревня в Шуйском районе Ивановской области России, входит в состав Остаповского сельского поселения.

## География
Деревня расположена в 12 км на восток от районного центра города Шуи.

## История
Высоково в первый раз упоминается в грамоте царя Иоанна Грозного от 1574 года; из этой грамоты видно, что Высоково во второй половине XVI века было деревней и принадлежало Семёну Лазареву, а после его смерти в 1574 году перешло во владение его сыновей: Ивана, Гаврила и Фёдора. Очевидно, Высоково называется Семёновым по имени своих старинных владельцев.
В XVIII столетии в селе существовала деревянная церковь в честь Святой Живоначальной Троицы. В 1829 году вместо обветшавшей деревянной церкви на средства прихожан сооружена каменная церковь с колокольней и оградой. Престолов в церкви было три: в холодной — в честь Святой Живоначальной Троицы и в тёплых приделах: во имя Святителя и Чудотворца Николая и во имя Святой Мученицы Параскевы Пятницы. С 1885 года в селе существовала церковно-приходская школа.
В конце XIX — начале XX века село входило в состав Семеновской волости Шуйского уезда Владимирской губернии. В 1859 году в селе числилось 37 дворов, в 1905 году — 59 дворов.

## Население
| 1859 | 1905 |
| ---- | ---- |
| 209  | 313  |

| 1859 | 1905 | 2010 |
| ---- | ---- | ---- |
| 219  | ↗313 | ↘17  |

## Достопримечательности
В деревне находится недействующая Церковь Троицы Живоначальной.